# Aenictus hodgsoni
Aenictus hodgsoni es una especie de hormiga guerrera del género Aenictus, familia Formicidae. Fue descrita científicamente por Forel en 1901.
Se distribuye por Camboya, China, India, Indonesia, Laos, Birmania, Tailandia y Vietnam. Se ha encontrado a elevaciones de hasta 825   metros. Habita en la selva tropical.